# UCI America Tour 2018
Navigation
Édition précédente Édition suivante
L'UCI America Tour 2018 est la 14e édition de l'UCI America Tour, l'un des cinq circuits continentaux de cyclisme de l'Union cycliste internationale. Il est composé de 17 compétitions organisées du 23 octobre 2017 au 19 août 2018 en Amérique.

## Équipes
Les équipes qui peuvent participer aux différentes courses dépendent de la catégorie de l'épreuve. Par exemple, les UCI WorldTeams ne peuvent participer qu'aux courses .HC et .1 et leur nombre par épreuves est limité.
| Catégorie               | Catégorie                  | Équipes |
| ----------------------- | -------------------------- | --- |
| .HC                     | 1.HC (Course d'un jour)    | * WorldTeam (max 65 %) * Continentales professionnelles * Continentales * Sélections nationales             |
| .HC                     | 2.HC (Course par étapes)   | * WorldTeam (max 65 %) * Continentales professionnelles * Continentales * Sélections nationales             |
| .1                      | 1.1 (Course d'un jour)     | * WorldTeam (max 50 %) * Continentales professionnelles * Continentales * Sélections nationales             |
| .1                      | 2.1 (Course par étapes)    | * WorldTeam (max 50 %) * Continentales professionnelles * Continentales * Sélections nationales             |
| .2                      | 1.2 (Course d'un jour)     | * Continentales professionnelles * Continentales * Sélections nationales * Sélections régionales * Amateurs |
| .2                      | 2.2 (Course par étapes)    | * Continentales professionnelles * Continentales * Sélections nationales * Sélections régionales * Amateurs |
| .Ncup (moins de 23 ans) | 1.Ncup (Course d'un jour)  | * Sélections nationales * Sélections mixtes * Sélections régionales                                         |
| .Ncup (moins de 23 ans) | 2.Ncup (Course par étapes) | * Sélections nationales * Sélections mixtes * Sélections régionales                                         |

## Courses
Cette édition comprend 2 courses en hors catégorie (.HC), 3 courses de niveau 1 (.1) et le reste des courses étant du dernier niveau (.2). En outre, les championnats continentaux et nationaux attribuent également des points.

## Calendrier des épreuves

### Octobre 2017
| Date | Course            | Pays      | Classe | Vainqueur     | Équipe      |
| ---- | ----------------- | --------- | ------ | ------------- | ----------- |
| 24-1 | Tour du Guatemala | Guatemala | 2.2    | Manuel Rodas  | Decorabaños |
| 27-5 | Tour du Venezuela | Venezuela | 2.2    | Carlos Torres | Grupo JHS   |

### Décembre 2017
| Date  | Course             | Pays       | Classe | Vainqueur         | Équipe                            |
| ----- | ------------------ | ---------- | ------ | ----------------- | --------------------------------- |
| 18-27 | Tour du Costa Rica | Costa Rica | 2.2    | Juan Carlos Rojas | Extralum-Frijoles Los Tierniticos |

### Janvier
| Date  | Course           | Pays      | Classe | Vainqueur       | Équipe                              |
| ----- | ---------------- | --------- | ------ | --------------- | ----------------------------------- |
| 12-21 | Tour du Táchira  | Venezuela | 2.2    | Pedro Gutiérrez | Banco Bicentenario Gob Yaracuy Trek |
| 21-28 | Tour de San Juan | Argentine | 2.1    | Óscar Sevilla   | Medellín                            |

### Février
| Date | Course             | Pays     | Classe | Vainqueur   | Équipe |
| ---- | ------------------ | -------- | ------ | ----------- | ------ |
| 6-11 | Colombia Oro y Paz | Colombie | 2.1    | Egan Bernal | Sky    |

### Mars
| Date | Course         | Pays    | Classe | Vainqueur     | Équipe                                  |
| ---- | -------------- | ------- | ------ | ------------- | --------------------------------------- |
| 23-1 | Tour d'Uruguay | Uruguay | 2.2    | Magno Nazaret | Funvic Brasilinvest-São José dos Campos |

### Avril
| Date  | Course                | Pays       | Classe | Vainqueur        | Équipe            |
| ----- | --------------------- | ---------- | ------ | ---------------- | ----------------- |
| 12-15 | Joe Martin Stage Race | États-Unis | 2.2    | Rubén Companioni | Holowesko-Citadel |
| 18-22 | Tour de Gila          | États-Unis | 2.2    | Rob Britton      | Rally             |

### Mai
| Date | Course                        | Pays       | Classe | Vainqueur    | Équipe      |
| ---- | ----------------------------- | ---------- | ------ | ------------ | ----------- |
| 28   | Winston Salem Cycling Classic | États-Unis | 1.2    | Sam Bassetti | Elevate-KHS |
| 30-3 | Tour du Paraná                | Brésil     | 2.2    | Annulé       | Annulé      |

### Juin
| Date  | Course         | Pays   | Classe | Vainqueur     | Équipe      |
| ----- | -------------- | ------ | ------ | ------------- | ----------- |
| 13-17 | Tour de Beauce | Canada | 2.2    | James Piccoli | Elevate-KHS |

### Juillet
| Date | Course                   | Pays       | Classe | Vainqueur        | Équipe                      |
| ---- | ------------------------ | ---------- | ------ | ---------------- | --------------------------- |
| 5-14 | Tour du Venezuela        | Venezuela  | 2.2    | Matteo Spreafico | Androni Giocattoli-Sidermec |
| 8    | Delta Road Race          | Canada     | 1.2    | Adam de Vos      | Rally                       |
| 13   | Chrono Kristin Armstrong | États-Unis | 1.2    | Serghei Tvetcov  | UnitedHealthcare            |

### Août
| Date  | Course             | Pays       | Classe | Vainqueur     | Équipe             |
| ----- | ------------------ | ---------- | ------ | ------------- | ------------------ |
| 3-12  | Tour de Guadeloupe | France     | 2.2    | Boris Carène  | Carène Development |
| 6-12  | Tour de l'Utah     | États-Unis | 2.HC   | Sepp Kuss     | Lotto NL-Jumbo     |
| 16-19 | Colorado Classic   | États-Unis | 2.HC   | Gavin Mannion | UnitedHealthcare   |

## Classements
- Note: classements définitifs au 21 octobre[2],[3]

| #  | Coureur               | Équipe                    | Pts.   |
| -- | --------------------- | ------------------------- | ------ |
| 1  | Gavin Mannion         | UnitedHealthcare          | 328    |
| 2  | Sepp Kuss             | Lotto NL-Jumbo            | 280    |
| 3  | Serghei Tvetcov       | UnitedHealthcare          | 270    |
| 4  | Juan Sebastian Molano | Manzana Postobón          | 263    |
| 5  | Maximiliano Richeze   | Quick-Step Floors         | 222    |
| 6  | Hugh Carthy           | EF Education First-Drapac | 218    |
| 7  | Egan Bernal*          | Sky                       | 183    |
| 8  | Sergio Henao          | Sky                       | 170    |
| 9  | Ben Hermans           | Israel Cycling Academy    | 160    |
| 10 | Joe Dombrowski        | EF Education First-Drapac | 155    |
| 11 | Daniel Martínez*      | EF Education First-Drapac | 150    |
| 12 | Brent Bookwalter      | BMC Racing                | 150    |
| 13 | Cristopher Mansilla   | Start-Gusto               | 150    |
| 14 | Dorian Monterroso     |                           | 148,17 |
| 15 | Gonzalo Najar         | SEP San Juan              | 145    |
| 16 | Rob Britton           | Rally                     | 143    |
| 17 | James Piccoli         | Elevate-KHS               | 133    |
| 18 | Jack Haig             | Mitchelton-Scott          | 130    |
| 19 | Samuel Bassetti       | Elevate-KHS               | 125    |
| 20 | Federico Vivas*       |                           | 125    |

| #  | Équipe                 | Pts.   |
| -- | ---------------------- | ------ |
| 1  | UnitedHealthcare       | 777    |
| 2  | Rally                  | 568    |
| 3  | Elevate-KHS            | 361    |
| 4  | Jelly Belly p/b Maxxis | 310    |
| 5  | Medellín               | 307    |
| 6  | Start-Gusto            | 283    |
| 7  | Ecuador                | 281,68 |
| 8  | Israel Cycling Academy | 279    |
| 9  | Canel's-Specialized    | 279    |
| 10 | Manzana Postobón       | 271    |

| #  | Pays       | Pts.    |
| -- | ---------- | ------- |
| 1  | Colombie   | 3306,86 |
| 2  | États-Unis | 1702,71 |
| 3  | Canada     | 1347,21 |
| 4  | Équateur   | 1100,94 |
| 5  | Argentine  | 915     |
| 6  | Costa Rica | 767     |
| 7  | Venezuela  | 697     |
| 8  | Brésil     | 551     |
| 9  | Guatemala  | 510,85  |
| 10 | Mexique    | 501     |

| #  | Pays       | Pts.    |
| -- | ---------- | ------- |
| 1  | Colombie   | 1927,86 |
| 2  | États-Unis | 711,71  |
| 3  | Équateur   | 648,11  |
| 4  | Mexique    | 322     |
| 5  | Canada     | 273     |
| 6  | Argentine  | 163     |
| 7  | Costa Rica | 153     |
| 8  | Chili      | 110     |
| 9  | Brésil     | 99      |
| 10 | Venezuela  | 94      |